# 提姆·庫克
提摩西·唐納德·庫克（英語：Timothy Donald Cook；1960年11月1日—），通稱提姆·库克（Tim Cook），美國商業經理、工業工程師和工業開發商，現任蘋果公司執行長。
1983年至1994年，庫克任職IBM共12年，曾管理北美洲及拉丁美洲的產品製造及通路。1994年至1997年在電腦批發商Intelligent Electronics擔任經銷商事業部營運長。1997年在康柏電腦公司資材部門擔任副總裁約半年。在乔布斯的延攬下，1998年3月庫克加入蘋果公司，擔任營運部門總裁。
2005年10月，庫克正式升任蘋果公司首席运营官。在乔布斯病假期間曾三度代理公司執行長。在乔布斯宣佈離職後，2011年8月正式繼任執行長。
2014年10月30日，库克在他於《彭博商业周刊》撰寫的一篇文章中出櫃——坦承自己是同性恋。

## 生平

### 家庭
提姆·库克於美國南部阿拉巴馬州的出生。他的父親唐納德·庫克（Donald）是造船廠工人，母親嘉爾德·庫克（Geraldine）是家庭主婦。麥克（Mike）和傑拉德（Gerald）是他的兩個兄弟。
庫克的父親表示：「每個星期天提姆西（庫克）一定都會打電話回家跟他母親說說話，而且從來沒有忘記過。」

### 就學經歷
庫克少年時期曾做過送報生。
1978年，庫克從羅柏達爾（公立）高中畢業。根據畢業紀念冊記載，從7年級至12年級，庫克一直都是學校模範生。不過，他的父母親一直都不知道他的在校成績如此優秀。1978年，他以全校第二名成績，在畢業典禮上代表致詞。菲·珮里斯（Fei Paris）——在羅柏達爾高中指導庫克高級英文課程的教師——形容庫克是“聰明的學生”。他曾代表羅柏達爾市參與過由“美國退伍軍人協會”（Americon Legion）主辦、以高中生（11～12年級）為對象的暑期學生領袖計畫。此外，庫克亦曾是樂團成員。
1978年，庫克進入奧本大學就讀，1982年獲得工業工程學工學士學位。他專攻的工業工程學是以人、材料、設備為對象加以統籌整合，並且研究如何改善、進而提升技術的學科。
1988年取得北卡羅萊納州杜克大學福庫商學院的工商管理碩士學位。不過，庫克本人並不認為自己是學商管出身，而是以工程學徒自居。他說：
“當我決定從康柏離職進入蘋果的時候，腦海裡想的是我即將擔任‘工程師’，在新職務上能得到不同的訓練‘工程師’的新身份讓我學到不感情用事，根據自己的分析做出判斷。”
——2010年庫克在奧本大學畢業典禮上的一段演講詞。
軼聞
對於奧本大學，他有著深厚的情感。奧本大學時期的紀念物放滿了他的辦公室與寓所。
長久以來，庫克以個人名義捐助母校奧本大學工學院，但他低調的個性不願意張揚此事，而奧本大學也總是對外宣稱“贊助本校經費的校友名單中並沒有庫克的名字”。
奧本大學的美式足球隊遠近馳名。美國媒體在對庫克所作的人物報導中特別提及，奧本大學“與其說是一所培育學生擁有高度商業洞察力的學校，該校的運動史其實更有名氣”。該校在1957年和2010年曾拿到美式足球聯盟大學聯賽的全美冠軍。“奧本老虎隊”（Auburn Tigers Football）是庫克最喜歡的一支球隊。

### 返校致詞
2010年5月14日，庫克以蘋果公司身份，在母校奧本大學的畢業典禮上致詞，講題是“在自己的人生旅途上，所發生的難以置信的事。”他引用林肯總統的一句格言：“我隨時都做好準備，因為我相信機會隨時會降臨。”表示這句話後來成為他在選擇大學、研究所以及職業時的基本信念。舉例來說，他永遠會事先設想在電梯遇到乔布斯時可以進行的話題，甚至先自行演練一遍“在電梯遇到老闆”時的情況。
提及母校奧本大學的校訓：“我相信努力，相信熱切努力的意義。”此外，他表示：“若不思考失敗的意義，卻只想著成功，只會讓你往錯誤的方向走去。”他強調失敗的價值，“沒有人是不需要經過困難、挫折以及後悔就能成功的。”“千萬不要認為過去發生的任何一件事，會對你即將完成的大事造成阻礙。”

## 事業
1983年至1994年共12年，庫克任職IBM。離職前擔任的職務，為管理北美事業部，負責北美洲以及拉丁美洲的IBM產品製造及通路。
1994年離開IBM，轉戰電腦批發商Intelligent Electronics，於經銷商事業部擔任營運長，一直到1997年該公司被微軟併購為止。
1997年中至1998年初，庫克在康柏電腦公司資材部門擔任副總裁，期間約半年。1998年1月7日，庫克還在思考該不該離職，康柏電腦入選為美國經濟月刊《富比士》雜誌1997年年度最受注目的企業之一。

### 蘋果公司
受乔布斯的邀請，1998年3月庫克進入蘋果電腦公司任職。
從1998年至2000年，擔任營運部門總裁。在兩年之內，他將公司倉儲商品庫存量從70天縮減到10天以內的數量。
2000年後開始接觸營運部以外的其它事務，增加的工作範圍有：營業（銷售）及後端技術支援服務等，一直到2002年。
2001年4月，庫克中止與蘋果的經銷商Computerware的合作關係。次月（2001年5月）起，蘋果開始設立專賣店，“自行販售商品”。
2002年至2005年他負責管理“營運”和“銷售”，2004年更同時兼任管理麥金塔硬體業務，也就是同時掌管銷售與製造。
2003年5月，韓國的資訊通信部長陳大濟至美國展開為期五天四夜的會談，行程主要是與惠普、微軟、全球網路設備領導廠商思科、雅虎、昇陽電腦等各大IT公司集團的最高經營團隊會面。庫克曾代表蘋果電腦公司與其會面。
2004年7月至9月，乔布斯動手術請病假，第一次由庫克代理蘋果公司執行長三個月。庫克當時的職位是所有副總裁當中位居最高者。期間主要事件包括：
- 7月14日發表2004年第三季財務會報。
- 7月19日iPod新機種發表會上，將20GB的iPod從399美元降價至299美元，將40GB的產品從499美元降價至399美元，並下令停產容量15GB的產品[註 4]。
- 8月1日，乔布斯第一次對外公開罹患胰臟癌的事實，告訴大家：“胰臟切除手術很順利。”並首次承認自己的病情。
- 8月發表iMac G5。
- 9月發表軟體Logic Pro 7和Logic Express 7

以及iTunes與其它公司正式工作等等。據2004年6月底與8月底的收盤價格比較，蘋果的市值增加了6.0％。（同時期納斯達克指數則掉了10.2％）。
庫克被乔布斯提拔，2005年10月14日庫克正式升任苹果高级副总裁兼營運長（COO）。乔布斯對全體員工說：“過去兩年來，庫克在工作上的管理表現，造就了他今天的晉升，”更表達了他對庫克的期許：“我寄望庫克能繼續努力，更貼近蘋果讓人充滿期待的未來目標。”對此，蘋果高層表示：“升任營運長的庫克將成為經營團隊的一份子，未來將負責蘋果在全球的銷售及經銷據點，並且管理整个蘋果的事業部，包括麥金塔事業部。”
接任營運長以後，庫克仍然親自掌管蘋果的供應鏈。而蘋果另一位行銷副總裁雖然掌管賣場營運，卻不曾觸及調控庫存的領域。
另一方面，自2005年11月18日起，庫克加入公司（Nike）董事會，成為第11位董事成員。耐克公司表示：“庫克從全球性的製造業到經營管理實務，都擁有豐富的經驗。”並且以“曾經待過全球知名品牌的工作資歷和具備專業技術的庫克，必定會是Nike董事會的重要資產。”來說明該公司邀請他加入董事會的理由。據報導，庫克在Nike的貢獻主要是在電子商務及賣場的客服部門。
庫克也負責iPhone等與電信公司之間的協商。
2009年1月5日、14日，乔布斯兩度發表了關於自身病情的聲明，並由庫克代理蘋果公司執行長。庫克第二度代理執行長期間主要事件包括：
- 2009年1月17日，2009會計年度第一季財務會報。
- 1月27日，任命馬克·帕佩馬斯特（Mark Papermaster）為硬體工程部門副總裁。
- 2月，以蘋果執行長的身份，與親自到美國拜訪、視察海外工廠的營運狀況的三星電子社長李在鎔會面。
- 2月24日，網頁瀏覽器Safari 4問世。
- 3月3日，Mac Pro新機種問世。
- 3月11日，iPod Shuffile新機種發表。
- 3月17日，iPhone OS 3.0測試版介紹。
- 4月20日，2009年會計年度第二季財務會報。
- 6月8日，蘋果全球開發者大會開幕（公開iPhone 3GS）

2009年6月29日，乔布斯復職。
2011年1月17日開始，乔布斯“為了專心調養”而卸職，仍由庫克擔任代理執行長。3月2日，乔布斯出席iPad 2發表會，並重返工作崗位。
2011年3月，到矽谷蘋果總部拜訪的一位韓國議員問庫克：“像iPhone這樣的新產品是怎麼想出來的？”庫克告訴對方：“來自韓國的構想或技術，有許多到最後都是不了了之或是未能國際化，集結那些資訊進行研究、並組織起來所衍生的產物就是智慧型手機。”
2011年4月20日，在蘋果的2011年會計年度第二季財務會報上，庫克說：“雖然蘋果期待能跟三星維持緊密的合作關係，但我認為三星在智慧型手機的部份是嚴重越界了。我們一直以來為了解決這件事情做了很多努力，但是到頭來還是只能訴諸司法。”
2011年8月24日，賈伯斯表示“無法繼續擔任蘋果執行長的這一天終於來臨”。代理執行長庫克被任命為正式執行長。從此，庫克成為八人組成的蘋果董事會成員之一。
2011年10月4日，库克首次主持发布会，发布了iPhone 4S。

### 風格
在IBM任職的時候，有一年的聖誕節和新年假期期間，他為了讓公司能夠如期交貨，自願留守工廠。雷·梅斯（Ray Mays）——他在IBM時期的上司、前高級生產業務經理——說：“庫克務實的工作態度，讓人覺得跟他共事很愉快。”
在康柏任職時，曾身為他上司的派居（Greg Petzsch）形容庫克：「個性很溫和，只是有些強硬。」
另外，他工作的勤勞，甚至被認為“已經到了誇張的程度”，認識他的人們談到庫克，最容易聯想到的字眼是“work-holic”（意指工作狂、工作中毒者）。通常，每天清晨四點三十分起床收發電子郵件，永遠是第一個進公司、也是最後一個下班離開公司的人。但即使經過長時間會議，仍顯得精力充沛。甚至曾經為了下一週的事情，在週日晚上用電話開會。數十年如一日，他都是在週日晚上就開始進行每週一早上的員工例行會議。

庫克在工作上的投入，2011年1月《紐約時報》曾刊載一則代表性的故事：
2010年因為工作上的需要，庫克得到新加坡出差，還有其他蘋果的幾位成員同行。在商務艙裡庫克只簡短跟同僚聊了幾句，便隨手拿出資料開始研究，航程中他在整理與亞洲區蘋果員工交流的建議。從美國加州的蘋果總部到新加坡一共要飛18小時，而抵達新加坡的時間是在早上六點鐘。庫克在入住飯店之後迅速盥洗，隨即直奔開會地點。開會時間長達12小時，會議持續到傍晚，就連亞洲區的蘋果員工都筋疲力盡。但是，庫克卻是例外。儘管亞洲區員工早就累得人仰馬翻，庫克卻在準備繼續下一個議題。
在工作夥伴的眼中，庫克追求熱情和完美的工作態度，是他與乔布斯最相像的部份。

#### 與乔布斯的對比
少年時代的乔布斯愛幻想、難以適應社會生活，與他相比，庫克算是標準的“乖男孩”。
庫克平穩的說話腔調，帶了點美國南方口音，讓人給他起一稱號“南方紳士”。比起乔布斯，庫克說話的聲調顯得平緩而溫和，人們對他簡報的評語多半是“無聊平淡”或“枯燥乏味”。不過，不同於乔布斯使用大量的形容詞那樣詞藻華麗，他“平實、平穩沉著”的語調風格卻也讓人稍有安定感。
不過對於他不認可的產品他則是表現得很直接，不同於平時沉默寡言的風格，2009年4月庫克擔任代理執行長期間，在第二季財務會報的電話會議上，他用“可怕的軟體”、“簡直跟垃圾沒兩樣的硬體”來形容競爭對手的平板電腦。

#### 其他
LG Display的社長權映壽，每年跟庫克見面二、三次。2011年，他的感想是：“我發現庫克最大的優點，就是會認真傾聽下屬說的話，我想這一點該向他學習。”“庫克已經位高權重，卻總是非常誠懇地傾聽我們說的話，真的是令人相當感動。”

## 与乔布斯的关系
在《成为乔布斯》一书中披露，库克曾想捐献肝脏给需要肝脏移植的乔布斯，但遭到乔布斯的拒绝。库克接受媒体采访时确认曾嘗試向乔布斯捐献肝脏。

## 生活型態
庫克的個性怕生、害羞、木訥。他經常皺眉頭，不過不一定代表生氣或不悅。向來安靜，從不大聲說話。
1996年，庫克36歲時，曾被醫師誤診為罹患了多发性硬化症。雖然後來確定是醫師診斷錯誤，但此事也影響了庫克的人生觀。事件之後的1999年，庫克在奧本大學的校友刊物發表了〈你可以換個角度看待世界〉的文章。
库克是健身愛好者，喜歡去健身房、爬山以及自行車運動。
- 有媒體形容他是“gym rat”（“健身房老鼠”，戲稱成天在健身房逗留的人）。
- 是美國自行車選手的超級粉絲。
- 到過加州優勝美地國家公園、猶他州的錫安國家公園等地。

庫克是一位同性戀，曾參加過舊金山同志驕傲大遊行，未婚，無子女。

## 政治見解
庫克的政治立場不甚明確。他擁有北加州的共和黨籍，但也曾贊助過民主黨候選人奧巴馬（在當選總統以前）。
庫克認為已故的羅伯特·弗朗西斯·甘迺迪是值得尊敬的人，雖然沒有真正擔任過美國總統，卻是最親民的政治領袖。

### 引用
1. ↑  .   [2011-08-25]. （原始内容存档于2018-12-24）.
2. ↑  . Bloomberg.com. 2014-10-30  [2023-08-15]. （原始内容存档于2019-03-14） （英语）.
3. ↑  威廉斯（Debbie Williams）《庫克，來自鄉村的小男孩》，WKRG TV，2009年1月16日
4. ↑  Lashinsky, Adam. . CNN. 2008-11-10  [2010-05-25]. （原始内容存档于2019-04-03）.
5. ↑  .   [2015-05-18]. （原始内容存档于2019-06-03）.
6. ↑  .   [2015-05-18]. （原始内容存档于2019-06-12）.
7. ↑  . 紐約時報.   [2020-09-30]. （原始内容存档于2020-11-28）.
8. ↑  .   [2020-09-30]. （原始内容存档于2018-10-29）.
9. ↑  . 澎湃新聞.   [2020-09-30]. （原始内容存档于2021-05-14）.

### 書籍
- Wingfield, Nick. . The Wall Street Journal. 2006-10-16  [2006-10-16]. （原始内容存档于2013-09-08）.
- 金大源（김대원 Kim, Dae-won）作. . 徐若英 譯 第一版. 臺北市: 推文社. 2012-08-29 [2011-10]. ISBN 978-986-88273-3-2 （中文（臺灣））. 編按：本書原韓文版出版後一週，iPhone 4s隨即上市。

## 外部連結
- 提姆·庫克的X（前Twitter）
- 提姆·庫克的新浪微博

| 商界職務             | 商界職務                         | 商界職務    |
| -------------------- | -------------------------------- | ----------- |
| 前任： 史蒂夫·喬布斯 | 蘋果公司首席執行官 2011年8月至今 | 繼任： 現任 |